# 沃羅尼基夫卡
沃羅尼基夫卡（烏克蘭語：Вороньківка），是烏克蘭中北部基輔州布恰区布恰市镇内的村落，面積1平方公里，海拔高度122米，2001年人口247，人口密度每平方公里247人。